# Proposizione completiva latina
Nella grammatica latina, vengono definite proposizioni completive (o sostantive o complementari dirette) le subordinate che completano quanto viene espresso dalla proposizione reggente.
Esse svolgono la funzione di soggetto o di complemento oggetto rispetto al predicato della reggente.
Tra le proposizioni completive più usate ci sono la proposizione infinitiva latina e la proposizione interrogativa latina (interrogativa indiretta). Vari gruppi di verbi reggono poi una proposizione completiva introdotta da diverse congiunzioni (verba dicendi e declarandi, affectuum, timendi, ecc.)..

## Tipi
Le proposizioni completive, che sono una grande famiglia, possono essere:
- completive che esprimono una volontà, che sia desiderio, timore, comando o esortazione, introdotte da "ut" o da "ne" nella forma negativa. Presentano il verbo al modo congiuntivo.(COMPLETIVA VOLITIVA).
- completive che esprimono una constatazione, introdotte da "ut", che contengono il "non" nella forma negativa. Presentano il verbo al modo congiuntivo.(COMPLETIVA DICHIARATIVA)
- completive che esprimono una funzione soggettiva, oggettiva o epesegetica. (INFINITIVA)

## Proposizione dichiarativa
La proposizione dichiarativa determina, chiarisce, spiega quanto genericamente è stato espresso da un termine della reggente. Essa è introdotta dal pronome-congiunzione quod ed il verbo è posto all'indicativo.
Si usa il quod dichiarativo:
- per spiegare un pronome neutro (= hoc, illud, id), un avverbio (= sic, ita, ex eo, inde, ecc.) o un sostantivo (come laus, malum, vitium, iniuria ecc.) contenuti nella proposizione reggente.

Esempio. Illud est admiratione dignum, quod Regulus captivos retinendos censuit [Questo è degno di ammirazione, che (= il fatto che) Regolo fu del parere che si dovessero trattenere i prigionieri] (Cicerone).
- dopo i verbi di avvenimento (= accĭdit, evĕnit, fit, ecc.) accompagnati da un avverbio, come bene, male, opportune, commode, ecc.; dopo le espressioni bene (recte, prudenter, male) facio quod (= faccio bene, rettamente a...); dopo alcuni aggettivi neutri, come gratum est quod, iucundum est quod, molestum est quod (= mi è gradito, piacevole....il fatto che) oppure: gratum, molestum facio quod (= faccio cosa gradita, sgradita a...).

Esempio. Fecisti mihi pergratum, quod librum ad me misisti [Mi hai fatto cosa molto gradita a mandarmi il libro] (Cicerone).
- dopo le espressioni accedit quod (= si aggiunge il fatto che), huc accedit quod (= a ciò si aggiunge che), adde quod (= aggiungi il fatto che) mitto (omitto, praetereo, praetermitto, ecc.) quod (= tralascio, lascio da parte il fatto che).

Esempio. Praetereo quod eam sibi domum delēgit [Tralascio il fatto che ella si scelse quella casa] (Cicerone)
- dopo i verba affectuum e dopo i verbi di lode, biasimo, accusa accompagnati da un pronome dimostrativo neutro (= dichiarativa causale).

Esempio. Illud moleste tuli, quod triumphum esse tibi ereptum videbam [Questo mi afflisse, il fatto di vederti tolto dal trionfo] (Cicerone)

## Verba dicendi e declarandi
I verba dicendi e declarandi si costruiscono:
- con l'accusativo e l'infinito, quando esprimono un dato di fatto, cioè quando indicano che una cosa è o non è;

Esempio. Docui per litteras id fieri non posse [Per lettera ti ho informato che non si potrà fare ciò] (Cicerone)
- con ut o ne quando introducono una proposizione volitiva, cioè una proposizione in cui sia implicito il concetto di "ordine, volontà, desiderio" che una cosa venga o no compiuta. Sono verba dicendi: adfirmo, aio, dico (= dico, affermo), nego (= dico che non), confiteor (= confesso), iuro (= giuro), memoro, commemoro (= ricordo), promitto, polliceor, spondeo (= prometto), nuntio (= annuncio), respondeo (= rispondo), scribo (= scrivo), doceo o certiorem facio (= informo), narro (= narro), minor, minitor (= minaccio), ecc.[3]

Esempio. Pythia respondit, ut moenibus ligneis se munirent [La Pizia rispose di difendersi con mura di legno] (Nepote)

## Verba voluntatis
I verba voluntatis esprimono volere, comando, divieto. 
I verbi volo, nolo, malo, cupio e studeo si costruiscono:
- con soggetto unico, con l'infinito semplice o con l'infinito e il nominativo;

Esempio. Abire nolumus [Non intendiamo andarcene] (Plauto)
- con soggetto diverso (da quello della dipendente infinitiva), con l'accusativo e l'infinito; però con le forme desiderative velim, nolim, ecc; vellem, nollem, ecc. si usa il congiuntivo senza ut.

Esempio. Volo te hoc scire. [Voglio che tu sappia questo]  (Cicerone)
- i verbi iubeo, veto, prohibeo, sino e patior si costruiscono con l'accusativo e l'infinito.

Esempi. Legatos Caesar discedĕre vetuĕrat [Cesare aveva vietato agli ambasciatori di allontanarsi] (Cesare)
Dictator Gallos summovēri iubet.[Il dittatore fa allontanare i Galli = ordina che i Galli siano allontanati] (Livio)

## I verbi dipercezione
I verbi di percezione quali vedere e udire si costruiscono:
- con l'accusativo e l'infinito, quando la percezione è indiretta, cioè quando si vuole esprimere la constatazione che logicamente si deduce da un fatto o visto o udito o sentito dire.

Esempio. Non dissentire ceteros ab hoc iudicio video [Vedo (= constato) che gli altri non dissentono da questo giudizio] (Tacito)
- col participio presente quando si tratta di una percezione diretta.

Esempio. Catonem vidi in bibliotheca sedentem [Vidi Catone seduto in biblioteca] (Cicerone)

## I verbi dideliberare
I verbi di deliberare (come statuo, constituo, decerno = stabilisco) si costruiscono così:
- con soggetto unico, vogliono l'infinito semplice;

Esempio. Caesar bellum cum Germanis gerĕre constituit [Cesare decise di fare guerra contro i Germani] (Cesare)
- con soggetto diverso (da quello della dipendente), vogliono ut (o ne) e il congiuntivo.

Esempio. Galli constituunt ut ii, qui valetudine aut aetate inutiles sint bello, oppido excedant [I Galli stabiliscono che debbano lasciare la città quelli che per condizioni di salute o per età sono inutili alla guerra] (Cesare)
- con inclusa l'idea di necessità (= dovere), si usa l'accusativo e l'infinito con il verbo al gerundivo.

Esempio. Caesar non exspectandum sibi statuit [Cesare decise di non (dover) attendere] (Cesare).

## Iverba affectuum
I verba affectuum, cioè quelli che esprimono un sentimento di gioia, dolore, meraviglia. Essi sono: gaudeo (= godo), laetor (= sono felice, mi rallegro), aegre, moleste, indigne fero (= mal sopporto, mi dispiace), indignor (= mi sdegno), queror, conquĕror (= mi lagno), miror, admiror (= mi stupisco), glorior (= mi vanto), ecc. Questi verbi si costruiscono:
- con l'accusativo e l'infinito, quando si vuole indicare con evidenza la propria soddisfazione, il proprio dolore, ecc.

Esempio. Suum cuique honorem et gradum redditum (esse) gaudeo [Sono felice che ad ognuno sia stato restituito il proprio onore e grado] (Cicerone)
- con quod e l'indicativo o il congiuntivo.[4]

Esempio. Molestissime fero, quod te ubi visurus sim nescio [Mi duole assai di non sapere dove potrò vederti] (Cicerone).

## Iverba timendi
I verbi che indicano timore (timeo, vereor, metuo, timor est, metus est, periculum est, ecc.)  si costruiscono con ut (o ne) e i tempi del congiuntivo, secondo le norme della consecutio temporum.
Se il verbo di timore è affermativo:
- temo che o di: timeo ne, quando si teme che avvenga una cosa che non si desidera;

Esempio. Senatores timebant ne plebs pacem acciperet [I senatori temevano che la plebe accettasse la pace] (Livio)
- temo che non o di non: timeo ut ( o ne non), quando si teme che non avvenga una cosa che si desidera

Esempio. Vereor, ut Dolabella nobis prodesse possit [Temo che Dolabella non possa esserci utile] (Cicerone)
Se il verbo di timore è negativo:
- non temo che: non timeo ne (= sono sicuro che non);

Esempio. Non vereor, ne tibi displiceat [Non temo che ti dispiaccia] (Cicerone)
- non temo che non: non timeo ne....non (= sono sicuro che)

Esempio. Non vereor, ne hoc officium iudici non probem [Non temo di non rendere gradito questo mio incarico al giudice] (Cicerone)

## Proposizione modale
La proposizione modale indica la "maniera" in cui avviene ciò che è espresso nella reggente. In latino è introdotta dalle congiunzioni ut, velut, sicut, quemadmŏdum (= come, nel modo che), utcumque (= comunque), ecc, seguite dall'indicativo; il tempo non differisce da quello italiano.
Esempio. Haec, utcumque erunt, haud in magno equidem ponam discrimine (Livio) = Queste cose, comunque saranno, non le terrò in gran conto.
Si me, sicut soles, amas, suscipe me totum (Cicerone) = se mi ami, come sei solito, prendimi tutto per te.

## Proposizione limitativa
La proposizione limitativa serve a porre una "restrizione" al concetto espresso nella reggente. In latino si esprime con l'indicativo introdotto da ut, con verbo espresso o sottinteso, (= per quanto è compatibile, per quanto è possibile, per quanto è concepibile, per quanto è consentito); quoad e quatenus (per quanto per quello che), prout (secondo che, conforme a). La limitativa è anche introdotta anche da quantum (= per quanto, per quello che), come nelle espressioni seguenti: quantum scio (per quanto ne so); quantum intellego (per quello che intendo); quantum possum (per quanto io posso); quantum in me est (=per quanto sta in me), etc. La congiunzione quod è usata in espressioni quali: quod ad me attinet (per quanto mi riguarda); quod facĕre possum (per quanto posso fare).
Esempi.
D. Brutus erat, ut illis temporibus, eruditus (Cicerone) = D. Bruto, per quei tempi, era un erudito. Quoad potero, tuam famam et dignitatem tuebor (Cicerone) = Per quanto mi sarà possibile, difenderò la tua fama e la tua dignità. Tuas litteras, prout res postulat, exspecto (Cicerone) = Attendo tue lettere, secondo che il bisogno richiede.